# Cuenca africanoantártica
La cuenca africanoantártica es una cuenca oceánica que se encuentra entre la dorsal Africano antártica al norte y la costa de la Antártida al sur, y entre los 60° de latitud oeste hasta 70° latitud este. Dentro de esta cuenca destacan dos montes submarinos: el Obi, que llega a una profundidad de 247 metros, y el Lena, que alcanza una profundidad de 254 metros. Su máxima profundidad es 6.972 metros.
- Datos: Q2894116